# Таннер, Филипп
Филипп Таннер (собственно Таннёр, фр. Philippe Tanneur; 20 февраля 1795, Марсель — 19 января 1878, Марсель) — французский художник-маринист.
Сын артиллериста. Был сперва моряком на пиратском судне, получил ранение в ногу. Затем играл в оркестре марсельской таможни, работал в бондарной мастерской и наконец занялся живописью, получив покровительство нескольких местных влиятельных лиц, благодаря которому в 1823 году отправился для учёбы в Париж, где по протекции герцогини Беррийской был принят в мастерскую Ораса Верне.
В 1827 году дебютировал на Парижском салоне с картиной «Бой „Мстителя“» (фр. Combat du Vengeur), посвящённой известному военному судну времён Французской революции «Народный мститель». Вновь выставился в 1829 году с картинами «Воспоминание о Вероне» и «Приставая к берегу при свежем ветре» (фр. Embarcation prenant terre par un vent frais). Благодаря успеху этих работ был командирован в качестве батального художника для художественного увековечения алжирской кампании 1830 года. Пользовался, как отмечал Энциклопедический словарь Брокгауза и Ефрона, «значительною известностью в 1830-х и 1840-х годах, как достойный соперник Гюдена и Мозена, лучших тогдашних маринистов французской школы». Кавалер Ордена Почётного легиона (1834).
В 1835—1837 годах работал в Императорской Академии художеств в Санкт-Петербурге, где его учеником был Иван Айвазовский; отношения двух маринистов не сложились, Айвазовский в 1836 году без разрешения Таннера принял участие в осенней выставке Академии со своими работами, после чего по жалобе Таннера Николаю I был подвергнут полугодовой опале. В целом, однако, тяжёлый характер Таннера привёл к его преждевременному отъезду из России. От работы Таннера в России осталась картина «Русский военный корабль в море» в собрании Русского музея.
В дальнейшем работал в разных странах. В 1853 году в ходе поездки в США оказался на пароходе «Гумбольдт», потерпевшем крушение под Галифаксом, что стало темой одной из его картин. Большинство работ Таннера погибло из-за интенсивного использования скоропортящихся лаков.

## Галерея

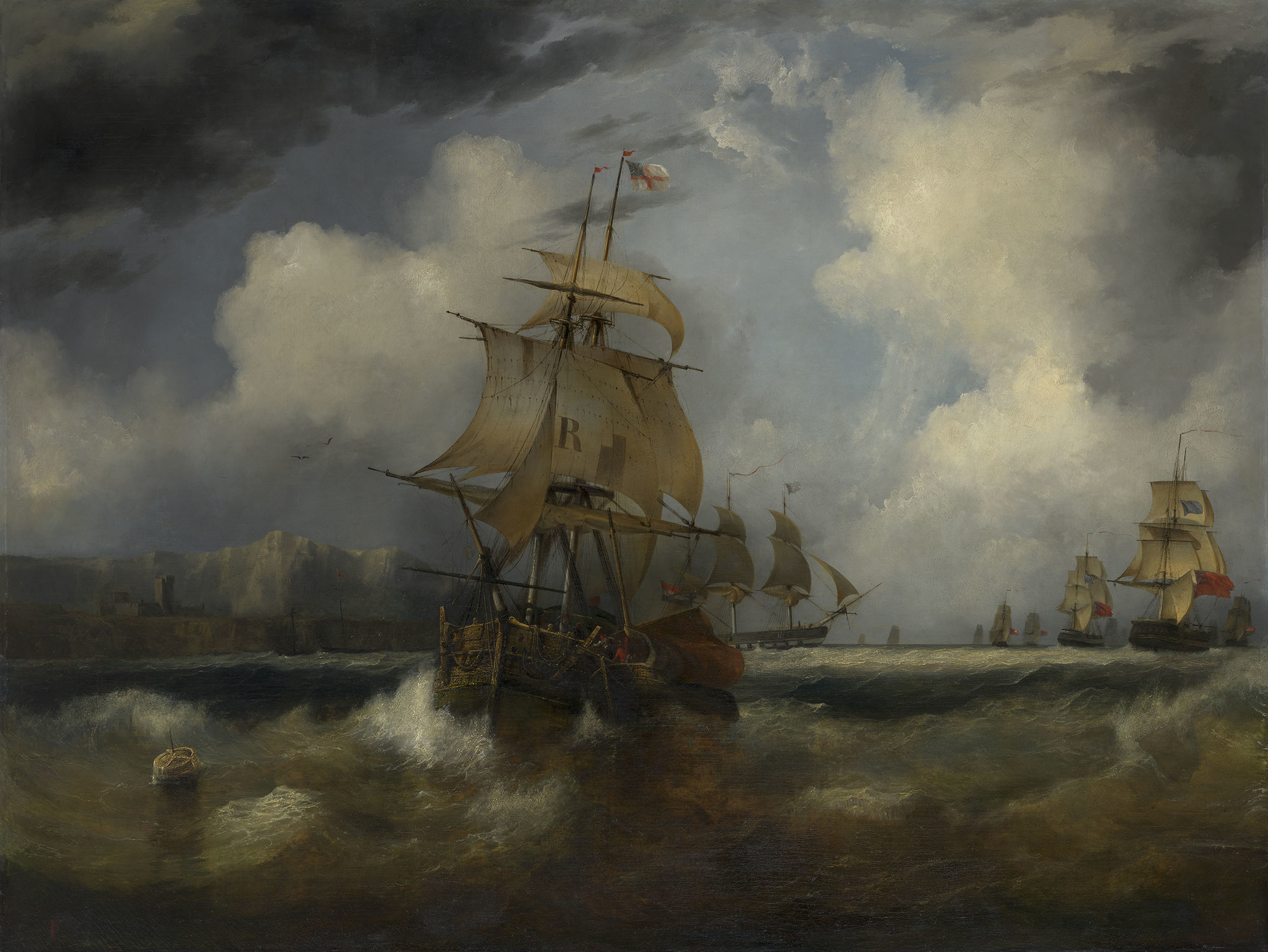
Вид Дувра, 1840
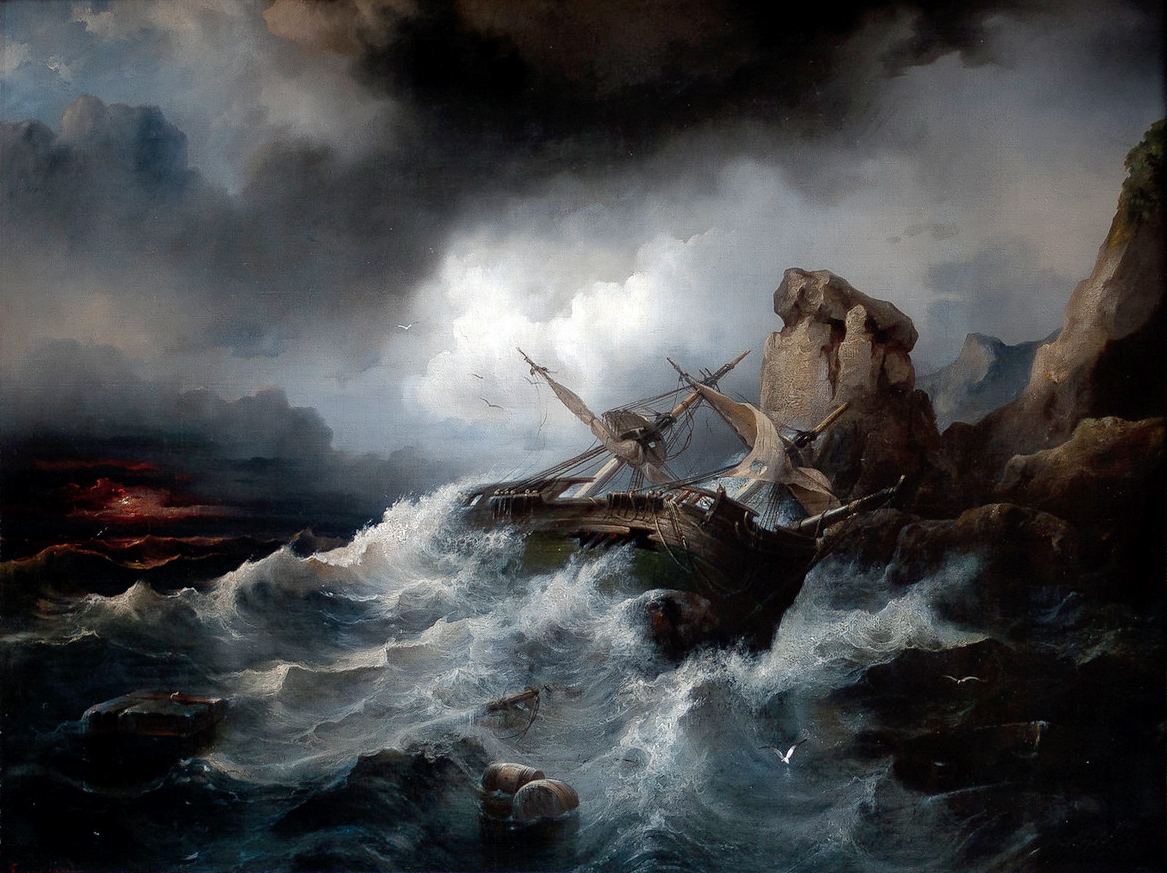
Кораблекрушение, 1850
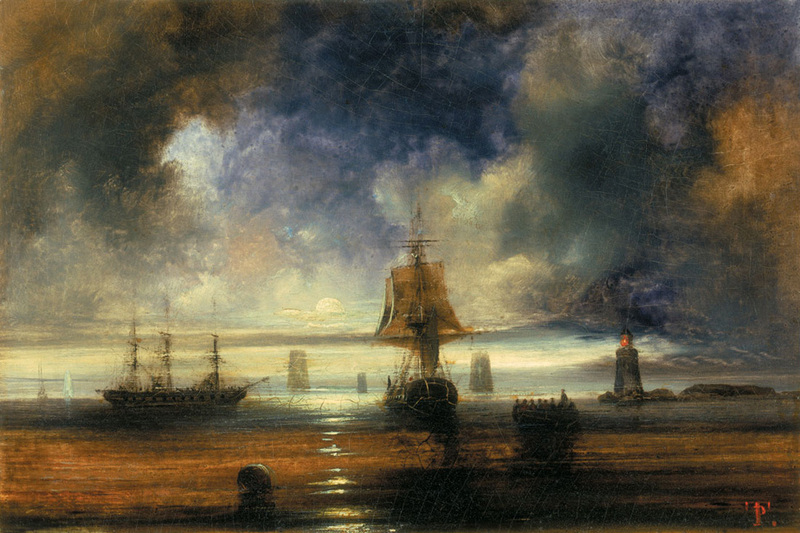
Морской пейзаж с маяком и парусниками
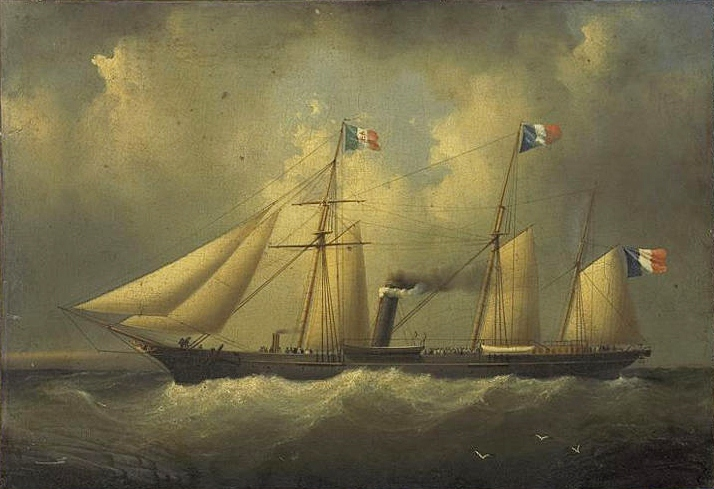
По пути в Мексику